# Limnichthys marisrubri
Limnichthys marisrubri és una espècie de peix de la família dels creédids i de l'ordre dels perciformes.

## Etimologia
Limnichthys prové dels mots grecs limne (pantà) i ichthys (peix), mentre que marisrubri és una expressió llatina en referència a la seua presència a la mar Roja.

## Descripció
El cos (moderadament comprimit, fusiforme i molt petit) fa 2,2 cm de llargària màxima. La seua coloració en els exemplars conservats és blanquinosa al cap i la resta del cos, grisa fosca als ulls i translúcida a les aletes. Flancs amb una franja lateral força desenvolupada de color gris fosc. 22-24 radis tous a l'aleta dorsal i 24-26 a l'anal. 13-15 radis a les aletes pectorals. L'origen de l'aleta anal és anterior al de l'aleta dorsal. L'aleta caudal fa 3,70 mm de longitud, el cap 6,45, el peduncle caudal 0,40, les aletes pectorals 3,25 i les pelvianes 2,10. Línia lateral no interrompuda, la qual sorgeix de la vora superior de l'obertura branquial per a, gradualment, minvar a prop de l'extrem de les aletes pectorals. Boca gran i amb l'extrem del maxil·lar, arrodonit, estenent-se més enllà del marge posterior dels ulls. Mandíbula inferior considerablement més curta i estreta que la superior. 1 única filera d'apèndixs mòbils ben desenvolupats al llarg dels costats de la mandíbula inferior. Ulls en posició dorsal i, en general, sobresortint lleugerament. Espai interorbitari estret. Narius posteriors adjacents al marge anterior dels ulls. Porus sensorials força petits al cap. Dents escasses, molt petites, vil·liformes, presents al prevòmer i formant una banda estreta a les mandíbules superior i inferior.

## Hàbitat i distribució geogràfica
És un peix marí, bentopelàgic (entre 0 i 1 m de fondària) i de clima tropical, el qual viu al nord del mar Roig: el golf d'Àqaba a Israel i Egipte.

## Observacions
És inofensiu per als humans i el seu índex de vulnerabilitat és baix (10 de 100).